# Лінц-Ланд
Бецирк Лінц-Ланд — округ Австрійської федеральної землі Верхня Австрія. 
Округ поділено на 22 громад, з яких 4  міста, а ще 7 - ярмаркові містечка. 
Міста
- Ансфельден
- Еннс
- Леондінг
- Траун

Містечка
- Аштен
- Вільгерінг
- Гершинг
- Кроншторф
- Нойгофен-ан-дер-Кремс
- Пукінг
- Санкт-Флоріан

Сільські громади
- Алльгамінг
- Еггендорф-ім-Траункрайс
- Гаргельсберг
- Гофкірхен-ім-Траункрайс
- Кематен-ан-дер-Кремс
- Кірхберг-Тенінг
- Нідернойкірхен
- Офтерінг
- Пашинг
- Пібербах
- Санкт-Марін

## Демографія
Населення округу за роками за даними статистичного бюро Австрії

## Виноски
1. ↑  Statistik Austria. Архів оригіналу за 2 травня 2015. Процитовано 23 червня 2013.

| Австрія | Це незавершена стаття з географії Австрії. Ви можете допомогти проєкту, виправивши або дописавши її. |